# Torben Skjødt Jensen
Torben Skjødt Jensen (født 8. november 1958 i Aalborg) er en dansk filminstruktør.

## Biografi
Torben Skjødt Jensen blev født i Aalborg 1958, men familien rykkede hurtigt videre til Holstebro hvor han er døbt og boede indtil der blev flyttet videre  i 1965 til Roskilde. Han fik realeksamen i 1975 fra Lynghøjskolen, samt HF-eksamen i 1977 fra Roskilde Katedralskole. Herefter læste han Filmvidenskab på Københavns Universitet fra 1978-82.

## Film
Torben Skjødt Jensen har medvirket i, instrueret, produceret, klippet eller lavet foto i følgende film.
- Long black Song - 1983
- Break the silence - 1984
- First Annual Anti Anti Fashion Video Performance - 1985
- Alt er dit - 1987
- Gangway i Tyrol - 1987 klipper
- Tones of an outsider - 1987 foto & klip
- Genetic engineer's - 1989
- Englefjæs - 1983
- Kielgasten - 1990
- It's a blue world - 1990
- Speranza - 1991
- Next stop Sovjet - 1991 klipper
- Jeg civiliserer mig om morgenen - 1991 klipper
- The Flood - 1992
- Eksperimentet - 1992 klipper
- Sandhedens øjeblik - 1992 klipper
- Quattsiluni - 1992
- Instant karma - 1992 co-klipper
- Life, death, faith, hope and destiny - 1992 klipper
- Murmur - 1992 klipper
- Kend din karma - 1992 klipper
- Rouet (1) - 1992
- Sværm - 1992 klipper
- Ned 2 - 1992 klipper
- Morels opfindelse - 1992
- Wayfarer - 8900 Randers - 1993
- Abildgaard - The Dancing Storyteller - 1993
- En himmel der intet ser - La specola - 1993 klipper
- Die Sprache Spricht - Das Ding Dingt - 1993
- Le véritable homme dans la lune - 1993
- The Misfits - 30 Years of Fluxus - 1993 klipper
- Flâneur - 1993
- Som et strejf - 1993
- Den rigtige mand i månen - 1994
- Billeder til tiden - 1994 klipper
- The freelancer - 1995
- Carl Th. Dreyer - Min metier - 1995
- Flâneur II - Dandy - 1995
- To be or nothing to eat - 1996
- Hvileløse hjerte - 1996
- Den grimme dreng - 1996
- Gensidig berøring - 1995
- Jensen Rejser 1-5, 1997
- Tango - 1997 fotograf
- Rejsekammerater 1-6 - 1998
- Flâneur III: Benjamins skygge - 1998
- Simons film - 1999
- Manden som ikke ville dø - 1999
- Tugt & utugt - 2001
- Tugt & utugt 1 - Fra Victoria til farlig ungdom - 2001
- Tugt & utugt 2 - Fra farlig ungdom til pornofrit miljø - 2001
- Afgrunden - 2004
- Den Talende Muse: Samtaler med Asta Nielsen - 2003
- Surrational cityscaping - 2004
- En dansker i Hitlers Tyskland - 2005
- Sanselighedens pris - 2007 producer
- Dr.Dante - Stjernernes Legeplads, 2009
- Anders Matthesen...vender tilbage - 2010 producer & Klipper
- City slang redux - 2011
- DanseDrømme: Udspring, 2014
- En rød løber for Asta Nielsen - 2016 medvirkende
- Hjemme i verden - 2017, dokumentar om Kirsten Thorup
- Væbnet med ord & vinger - 2018, dokumentar om Michael Strunge
- Carl Th. Dreyer - Min metier - 2018, dokumentar
- Mit Livs Kunst 1-4, TV-serie 2021
- Endeløse nat - 2025, skrevet og instrueret